# Arnould Rèche
Le bienheureux frère Arnould, né Jules-Nicolas Rèche le 2 septembre 1838 à Landroff en Moselle et mort le 22 octobre 1890 à Reims, est un frère des écoles chrétiennes.

## Sa vie
Jules-Nicolas Rèche naît le 2 septembre 1838 dans une famille pauvre de Landroff en Lorraine. Il est l'aîné d'une famille de neuf enfants. Il quitte tôt l'école pour travailler comme palefrenier, cocher et enfin charretier au service d'une entreprise de construction. Jeune homme, il est connu parmi ses compagnons de travail pour sa piété et son autodiscipline. Il travailla comme maçon, en 1859, à la construction de l’église Notre-Dame Saint-Rémi de Charleville.
Il rencontre les Frères des écoles chrétiennes pour la première fois quand il suit des classes du soir et il demande à entrer dans la congrégation.
Il prend l’habit le 23 décembre 1862, à Beauregard Thionville, et devient frère Arnould. Il enseigne à Reims pendant quatorze ans au pensionnat des Frères, rue de Venise.
Malgré les exigences d'un temps complet d'enseignement, il parvient à étudier et devient compétent en théologie, mathématiques, sciences et agriculture qu'il enseigne à de petits groupes d'élèves plus avancés. Pendant la guerre franco-prussienne de 1870, il travaille avec d'autres Frères comme infirmier pour répondre aux besoins médicaux et spirituels des blessés des deux camps. Il reçoit pour cela la croix de bronze.
L'intensité de sa vie de prière et son amour des pratiques de pénitence poussent les supérieurs à le nommer directeur des novices, au noviciat de Reims alors à Thillois en 1877. Il gagne le cœur de ceux dont il est chargé par son attention évidente à leur développement spirituel et professionnel. On parle de petits miracles de guérison, aussi bien que de son aptitude étrange à discerner les pensées secrètes.
Frère Arnould est connu pour sa dévotion à la Passion du Sauveur et sa docilité au Saint Esprit, qui, comme il le fait souvent remarquer, « fortifie le cœur des hommes ». Quand le noviciat se transporte à un nouveau centre à Courlancy près de Reims en 1885, Frère Arnould contribue à le faire dédier au Sacré-Cœur. Il meurt d'une hémorragie cérébrale à l'âge de cinquante-deux ans en réputation de sainteté, quelques mois seulement après sa désignation comme directeur général du Sacré-Cœur.
Frère Arnould repose dans le canton 8 au Cimetière du Nord, où sa tombe comporte de nombreux ex-votos.

## Béatification
Sa béatification fut célébrée à Rome le 1er novembre 1987 par le pape Jean-Paul II, à la suite du tribunal ecclésiastique constitué par le cardinal Suhard en 1938. Sa fête est le 23 octobre.